# ورزشگاه آنری-ژوریس
ورزشگاه آنری-ژوریس (فرانسوی: Stade Henri-Jooris‎) یک ورزشگاه فوتبال در لیل، فرانسه بوده.
این ورزشگاه که در سال ۱۹۰۲ تأسیس شده دارای ۱۵٬۰۰۰ نفر ظرفیت بوده و در سال ۱۹۷۵ تخریب شده است، ورزشگاه آنری-ژوریس یکی از ورزشگاه‌های جام جهانی فوتبال ۱۹۳۸ بوده است.